# Exoprosopa interrupta
Exoprosopa interrupta är en tvåvingeart som först beskrevs av Christian Rudolph Wilhelm Wiedemann 1828.  Exoprosopa interrupta ingår i släktet Exoprosopa och familjen svävflugor. Inga underarter finns listade i Catalogue of Life.